# リンデン (ワシントン州)
リンデン（Lynden）は、アメリカ合衆国ワシントン州ワットコム郡の都市である。人口は1万5749人（2020年時点）。カナダ＝アメリカ合衆国国境の南8キロメートルに位置している。

## 地理・気候
北緯48度56分48秒、西経122度27分25秒 (48.946606, -122.456927)に位置している。
アメリカ合衆国統計局によると、総面積10.8 km2 (4.1 mi2) である。このうち10.6 km2 (4.1 mi2) が陸地であり、0.24%が水地である。
- 山：
- 河川：
- その他：

## 人口
2000年国勢調査では、人口9,020人、3,426世帯、2,500家族が暮らしている。人口密度は853.6/km2 (2,208.8/mi2) である。339.9/km2 (879.6/mi2) の平均的な密度に3,592軒の住宅が建っている。この都市の人種的な構成は白人93.07%、アフリカン・アメリカン0.27%、ネイティブ・アメリカン0.45%、アジア2.26%、その他の人種2.51%、混血3.20%である。この人口の4.73%はヒスパニックまたはラテン系である。
全世帯のうち、18歳未満の子供と同居している世帯が34.5%、夫婦のみの世帯が62.8%、未婚女性の世帯が7.9%であり、27.0%は家族を持たない。個人名義の世帯主が24.8%、そのうち65歳以上が15.3%である。世帯ごとの平均人数は2.60人、家族ごとの平均人数は3.11人である。
18歳未満の未成年が28.2%、18歳以上24歳以下が8.0%、25歳以上44歳以下が25.5%、45歳以上64歳以下が19.0%、65歳以上が13.5%、平均年齢は32歳である。女性100人に対して男性は96.3人である。18歳以上の女性100人に対して男性は84.7人である。
この都市の世帯ごとの平均的な収入は42,767 USドルであり、家族ごとの平均的な収入は50,449 USドルである。男性は39,597 USドルに対して、女性は23,292 USドルの平均的な収入がある。この都市の1人あたりの収入 (per capita income) は20,639 USドルである。人口の4.1%および家族の6.1%の収入は貧困線以下である。全人口のうち18歳未満の4.5%および65歳以上の12.7%は貧困線以下の生活を送っている。

## 姉妹都市
- ラングリー、カナダ